# سمر سلام (2003)
سمر سلام 2003 هو عرضٌ للمصارعة المحترفة من نوعِ عروض الدفع مقابل المشاهدة. أُقيم هذا العرض الذي تُنتجه دبليو دبليو إي في الرابع والعشرين من آب/أغسطس 2003 في فينيكس بأريزونا بالولايات المتحدة. يُعتبر هذا العرض هو العرض السنوي السادس عشر لبطولة سمر سلام التي تشهدُ مشاركة عشرات المصارعين المحترفين من مختلف العلامات التجاريّة أو الشركات وعلى رأسها راو وسماكدوان.
بُرمِجَت تسعُ مباريات مصارعة محترفة عالية المستوى لهذا الحدث. البداية كانت معَ المباراة الأولى وهي مباراةٌ من نوع مباريات مبنى الإقصاء حيثُ فاز فيها بطل العالم للوزن الثقيل تربل إتش على كلٍ من كريس جيريكو وغولدبرغ وكيفن ناش وراندي أورتن وشون مايكلز ليحتفظَ بذلك ببطولته، فيما شهدَت المباراة الرئيسيّة الثانية فوز كورت أنجل المُدافع عن بطولة دبليو دبليو إي على بروك ليسنر في مباراة مصارعة عادية، أما المباراة الرئيسيّة الثالثة ضمن إطار السمر سلام فقد جمعت بينَ كين وروب فان دام في مباراةٍ بدون عقد ونجحَ فيها الأول في تحقيقِ الفوز المُنتظَر، في حين دافعَ في مباراة رئيسيّة أخرى إيدي غيريرو عن بطولة الولايات المتحدة ضد كريس بينوا ورينو وتاجيري.
تُعتبر هذه النسخة هي النسخة الثانيّة من البطولات التي تُشرف عليها دبليو دبليو إي والتي تشهدُ مبارياتٍ من نوع مبنى الإقصاء وذلك بعد بطولة سرفايفر سيريس عام 2002. حقَّقت بطولة سمر سلام لعام 2003 أكثر من 715,000 دولار من مبيعات التذاكر من إجمالي 16,113 ممّن اشتروها كما أقدمَ ما مجموعهُ 415,000 على شراء العرض من أجل مشاهدته عن بعد وهو ما حقَّقَ أرباحًا لشركة دبليو دبليو إي بزيادةٍ مقدارها 6.2 مليون دولار عن العام السابق.

## الإنتاج

### خلفية
سمر سلام هو عرضٌ سنويٌّ يُنتج في آب/أغسطس من قِبل دبليو دبليو إي منذ عام 1988. يُعرف هذا العرض في وسائل الإعلام ووسط عُشّاق عالَم المصارعة بـ «أكبر عرضٍ في الصيف» نظرًا للاهتمامِ والإقبال الذي يحظى به العرض ولتاريخ تنظيمه، ويُعتبر واحدًا من العروض الترويجية الأصلية الأربعة من نوعِ الدفع مقابل المشاهدة جنبًا إلى جنب مع راسلمينيا ورويل رامبل وسرفايفر سيريس وهي العروض التي تُعرف في عالم المصارعة باسمِ «الأربعة الكبار». عادةً ما يكونُ عرض سمر سلام هو ثاني أكبر حدث في برمجة دبليو دبليو إي بعد راسلمينيا.
سمر سلام 2003 هو العرض السادس عشر في التسلسل الزمني لعروض سمر سلام، وقد تميَّز الحدث هذه المرة بمشاركة مصارعين من راو وسماكداون كما تميّز بتنظيمِ مباراةٍ على بطولة العالم للوزن الثقيل وهي البطولة التي استُحدثت في راو في أيلول/سبتمبر 2002 بعد أن أصبحت بطولة دبليو دبليو إي (بمسمّاها الجديد) حصريّة لشركة سماكداون.

### البرمجة
تضمَّنت مباريات المصارعة المحترفة في عرض سمر سلام مشاركة مصارعين محترفين ومعروفين يؤدون دور شخصيات محدَّدة في أحداثٍ مكتوبةٍ مسبقًا ومتفقٌ عليها من قبل. صِيغَ سيناريو العرض من قِبل المسؤولين في دبليو دبليو إي بالتشاورِ مع كلٍ من المسؤولين في راو وسماكداون وكذا كُتَّاب سيناريوهات مستقلّين.

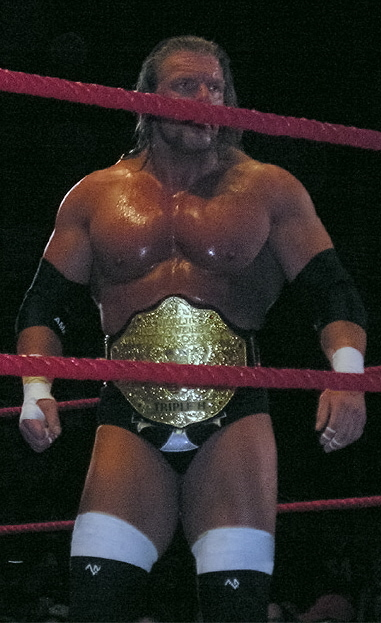
بطلُ العالم للوزن الثقيل تريبل إتش

في أول ِمباراةٍ رئيسيّةٍ في السمر سلام، تنافسَ المصارعون الذين ينشُطون في راو في مباراةٍ إقصائيّةٍ داخل القفص على بطولة العالم للوزن الثقيل حيث دافعَ تريبل إتش عن لقبهِ ضدَّ كريس جيريكو وجولدبرج وكيفن ناش وراندي أورتن وشون مايكلز. بدأت الاستعدادات للمباراة في الثاني والعشرين من تمّوز/يوليو عندما أعلنَ المدير العام المشارك إريك بيشوف خلال المؤتمر الصحفي الخاص بسمر سلام أن تريبل إتش سيُدافع عن لقبه ضد جولدبرج في مباراة فردية.
في حلقة راو التي بُثَّت في الرابع من آب/أغسطس، غيَّر بيشوف شروط المباراة بين المصارعين، لكنَّ المدير العام المشارك ستون كولد ستيف أوستن غيَّرَ في وقت لاحق من نفس الحلقة إعلان بيشوف مشيرًا إلى أنَّ المباراة ستكون إقصائيّة داخل قفص ولن تجمعَ بين تريبل إتش وجولدبرج فقط بل سيتصارع فيها ستُّ مصارعين هم تريبل حامل اللقب وجولدبرج وجيريكو وناش وأورتن ومايكلز. اشتدَّ الصراعُ بين المتنافسين في حلقة الثامن عشر من آب/أغسطس في راو حينما بدأ كل مصارعٍ في التهجّم لفظيًا على باقي منافسيه والسخريّة منهم وذلك في إطارِ العرض الترويجي للمباراة المدفوعة. تصارعَ خلال نفس الحلقة أورتن ضدّ جولدبرج في مباراةٍ شهدت تدخل ناش الذي اعتدى بالضربِ على جولدبرج قبل أن يقتحمَ مايكلز هو الآخر الحلبة وكان قريبًا جدًا من توجيهِ ضربة قويّة بحزام بطولة العالم للوزن الثقيل لحاملهِ تريبل إيتش لكنَّ جيريكو تدخَّل في آخر لحظة حينما اقتحمَ الحلبة مسرعًا فسدَّدَ لمايكلز ضربة قويّة بالكرسيّ.

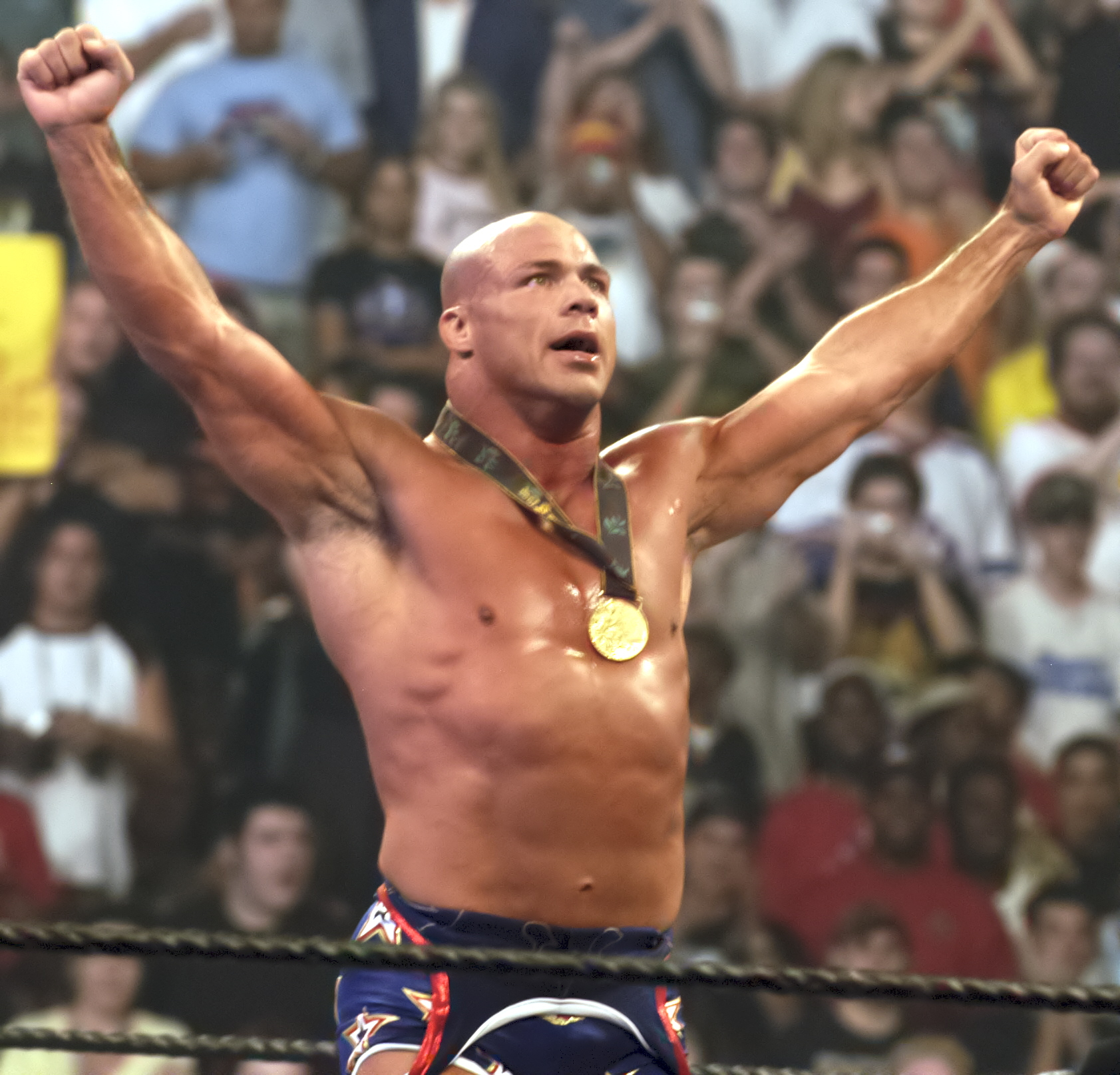
كورت أنجل بطل دبليو دبليو إي خلال توجّهه لخوض مباراةٍ في إطارِ عرض سمر سلام

برمجَت سماكدوان المباراة الرئيسيّة الأخرى في عرض سمر سلام، حيث قرَّرت أن يُدافع كورت أنجل عن بطولةِ دبليو دبليو إي ضدَّ بروك ليسنر. بدأ الاستعداد للمباراة في حلقة برنامج سماكداون التي بُثَّت في الواحد والثلاثين من تمّوز/يوليو خلال عرضٍ ترويجي على الحلبة حيثُ تحدَّى ليسنر خصمهُ أنجل في مباراة ثانيّة بعدما كان قد خسر معه المباراة الأولى قبل عدّة أشهر. قرَّر فينس مكمان أنه يتوجَّبُ على ليسنر خوض مباراة قفص فولاذي ضد مكمان نفسه بحيثُ يكون أنجل حكمًا للمباراة إن هو (ليسنر) أرادَ المشاركة فعليًا في مباراة عودة ضد الأخير. لم تُسفر مباراة القفص الفولاذي التي بُثَّث في حلقة السابع من آب/أغسطس على برنامج سماكداون عن فوزِ أيٍّ من المُصارعَيْن بالمباراة بعد أن هاجمَ لبسنر ومكمان الحكم أنجل، قبل أن يُعلن مكمان بعد نحو الأسبوع عن أنَّ أنجل سيُدافع عن لقبهِ ضد ليسنر في سمر سلام.
تقرَّر أيضًا تنظيمُ مباراةٍ من نوعِ عدم التجريد من الأهليّة بين روب فان دام وكين. بدأت الشرارة بين المصارعين في حلقة الثالث والعشرين من حزيران/يونيو من برنامج راو عندما خلعَ كين قناعه وكشف وجهه أمام فان دام والجمهور بعد خسارتهِ أمام تريبل إتش خلال إحدى مباريات بطولة العالم للوزن الثقيل قبل أن يُهاجم فان دام. عاد كين لمهاجمة فان دام في حلقةِ السابع من تموز/يوليو من نفس البرنامج (راو) حيث اعتدى عليهِ بالضرب خلف الكواليس. منحَ إريك بيشوف بعد نحو أسبوعٍ من الاعتداء الأخير فان دام حقَّ خوض مباراة عاديّة ضد كين لردِّ الاعتبار وحسمِ الأمور. بُثَّت المباراة في حلقة الواحد والعشرين من تموز/يوليو وانتهت بلا غالبٍ ولا مغلوب. استغلَّ شين مكمان هذه الحالة وهذا الصراع بين الطرفينِ فأعلنَ في الرابع من آب/أغسطس في حلقةٍ من برنامج راو عن مباراةٍ من نوع عدم التجريد من الأهليّة بين كين وفان دام في سمر سلام.
تَقرَّرَ أيضًا تنظيمُ مباراة رباعيّة في سمر سلام بين أربعةِ مُصارعين من سماكداون وذلك على بطولة الولايات المتحدة الأمريكية دبليو دبليو إي. تقرر في تفاصيل المبارة أن يُدافع إيدي غيريرو عن لقبهِ ضد كريس بينوا ورينو وتاجيري. بدأ الاستعداد للمباراة بتنظيمِ مباراتان عاديّتانِ؛ الأولى بين غيريرو وتاجيري بينما الثانيّة بين بينوا ورينو، ثم نُظِّمَت مباراة عاديّة أخرى ضمن برنامج سماكداون (حلقة السابع من آب/أغسطس) حيثُ صارعَ غيريرو بينوا لكنَّ رينو وتاجيري تدخلَّا ما حدا بحكمِ المباراة إلى إعلان نهايتها دون تتويجِ مصارعٍ من المُصارعَيْن. حدَّدَ سارجنت سلوتر وهو أحد المسؤولين في الاتحاد العالمي للمصارعة مباراة فرقٍ بين غيريرو ورينو ضدَّ بينوا وتاجيري وانتهت بفوزِ الأخيرين بعد مباراة دراماتيكيّة شهدت عنفًا كبيرًا. أُعلنَ في حلقة الرابع عشر من آب/أغسطس من برنامج سماكداون أنَّ غيريرو سيُدافع عن بطولة الولايات المتحدة دبليو دبليو إي ضد بينوا ورينو وتاجيري في سمر سلام.

## العرض
| شخصيّات (غير المصارعين) ظهروا في عرض سمر سلام | شخصيّات (غير المصارعين) ظهروا في عرض سمر سلام |
| الدور                                        | الاسم                                        |
| -------------------------------------------- | -------------------------------------------- |
| المعلقون (الإنجليزية)                        | جيري لولر (راو)                              |
| المعلقون (الإنجليزية)                        | جيم روس (راو)                                |
| المعلقون (الإنجليزية)                        | مايكل كول (سماكداون)                         |
| المعلقون (الإنجليزية)                        | تاز (سماكداون)                               |
| المعلقون (الإسبانية)                         | كارلوس كابريرا                               |
| المعلقون (الإسبانية)                         | هوغو سافينوفيتش                              |
| المحاورون                                    | جوناثان كوتشمان                              |
| المحاورون                                    | تيري رونلز                                   |
| المذيعون                                     | هوارد فينكل (راو)                            |
| المذيعون                                     | توني شيميل (سماكداون)                        |
| الحُكَّام                                       | تشارلز روبنسون (راو)                         |
| الحُكَّام                                       | نيك باتريك (راو)                             |
| الحُكَّام                                       | تشاد باتون (راو)                             |
| الحُكَّام                                       | إيرل هيبنر (راو)                             |
| الحُكَّام                                       | جاك دوان (راو)                               |
| الحُكَّام                                       | مايك شيودا (سماكداون)                        |
| الحُكَّام                                       | بريان هيبنر (سماكداون)                       |
| الحُكَّام                                       | مايك سباركس (سماكداون)                       |

### سانداي نايت هيت
قبل بثِّ الحدث على الهواء مباشرة على نظام الدفع مقابل المشاهدة، واجهَ مات هاردي زاك غوين في سانداي نايت هيت، لكنَّ غوين لم يكن قادرًا على المنافسة بسبب الإصابات التي تعرض لها على يدِ بروك ليسنر في حلقة الواحد والعشرين من آب/أغسطس 2003 على برنامج سماكداون، ونتيجةً لذلك أُعلن هاردي الفائز بفضلِ التنازل. واجهَ ري ميستيريو في المباراة التاليّة شانون مور على بطولة دبليو دبليو إي كروز وايت، حيث قام ميستيريو بتثبيت مور ليحتفظَ باللقب بعد أن سدَّد له حركتهُ المشهورة 619.

### المباريات التمهيدية
بدأ بعدَ سانداي نايت هيت حدث الدفع مقابل المشاهدة (سمر سلام) من خلال المباريات التمهيديّة التي افتُتحت عبر مباراة فرقٍ على بطولة العالم للفرق الثنائيّة حيث دافعَ البطلان رينيه دوبريه وسيلفيان غرينير عن لقبهما ضدَّ دادلي بويز (بوبا راي دادلي وديفون دادلي). أجرى كلا الفريقين طوال المباراة العديد من المناورات الهجومية، وكان فريق دادلي بويز قريبًا جدًا من تحقيقِ الفوز وخطفِ اللقب حينما نفَّذَ الاثنان حركة مُحكَمة على دوبريه؛ لكنَّ ديفون تعرض لضربة غادرة من روب كونواي الذي كان متنكرًا في زيِّ مصور وذلك أثناء محاولتهِ تثبيت دوبريه الفاقد للوعي نتيجةً للحركة المحكمة. لم ينتبه الحكم للتدخل غير الشرعيّ من روب كونواي في المبارة حيثُ كانَ مشتتًا مع باقي لاعبَيْ الفريقانِ ثم عدَّ حتى الثلاثة حينما انقلبَ دوبريه وثبَّتَ ديفون ليُحافظَ رينيه وسيلفيان على لقبهما في النهاية.

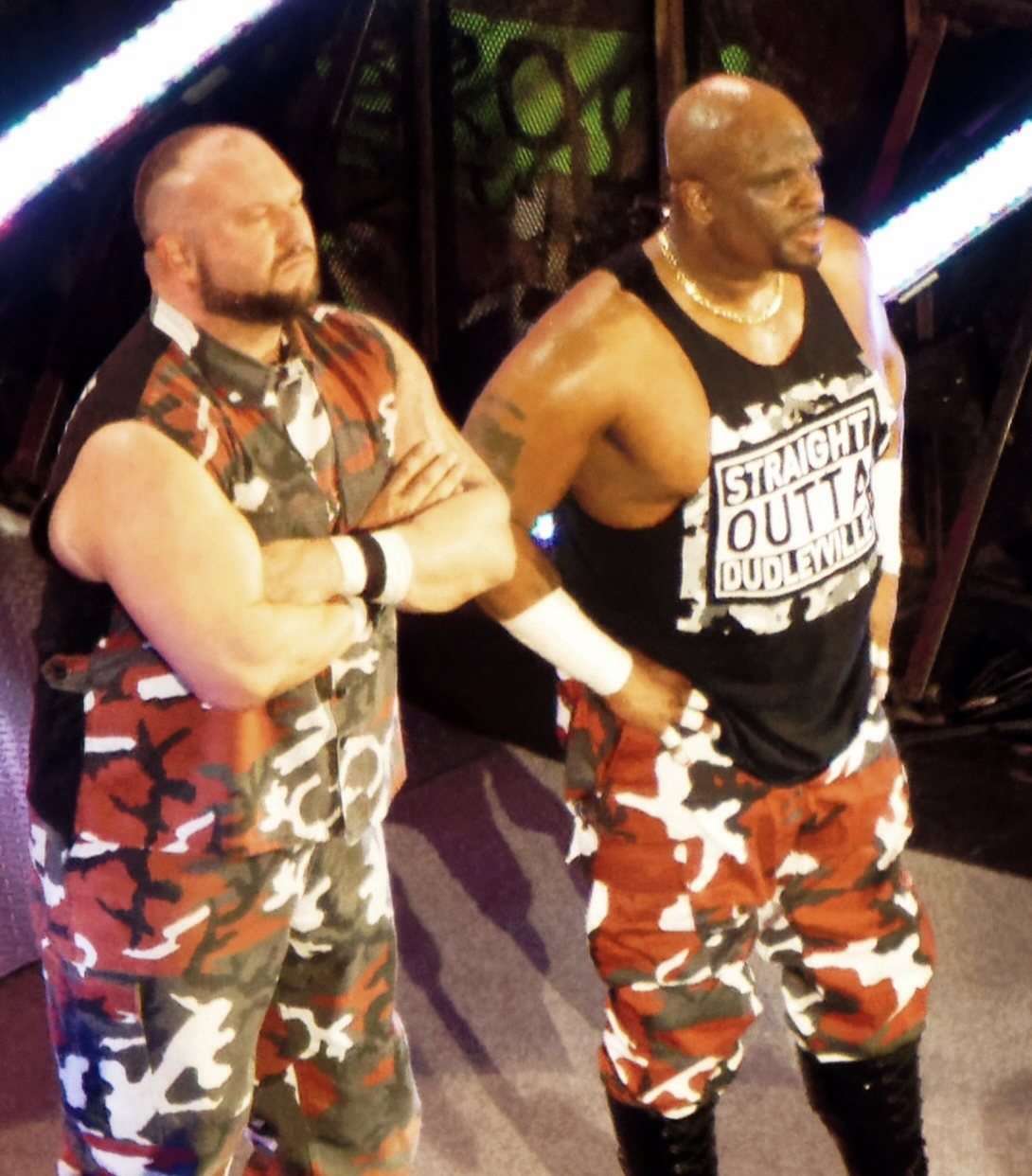
بوبا راي دادلي وديفون دادلي اللذان واجها رينيه دوبريه وسيلفيان غرينير على بطولة العالم للفرق الثنائيّة في المباريات التمهيديّة لسمر سلام

واجهَ المصارع المعروف أندرتيكر خصمهُ مات بلوم في مباراة عاديّة في إطارِ المباريات التمهيديّة لعرض سمر سلام المدفوع. كانت المباراة في البداية متعادلة بين الطرفينِ قبل أن تميل الكفّة لأندرتيكر في وقتٍ ما خاصة بعدما حاولَ تنفيذ حركتهُ القاضيّة على بلوم التي تصدَّى لها بطريقةٍ ما مصيبًا الحكم ومسقطًا إيّاه على الحلبة. حاولَ مات بلوم – الذي عانى في تلك اللحظات من هجمات خصمه – الاستفادة من الموقف من خلال ضرب أندرتيكر بكرسي فولاذي لكنَّ الأخير صدَّ الهجوم بحذائه مما تسبب في اصطدام الكرسي بوجه بلوم، قبل أن يُنفّذ عليه حركته القاضية المُحكَمة هذه المرة ثم ثبته إلى أن عدَّ الحكم للثلاثة معلنًا فوز أندرتيكر بالمباراة. حاولت سيبل بعد نهاية المباراة إغواء أندرتيكر لكنّه انتبه لها وكاد يُنفذ ضربته القاضية عليها لولا تدخّل ستيفاني مكمان.
جمعت المباراة الثالثة بين شين مكمان وإريك بيشوف حيثُ تشاجرَ الاثنانِ على المنحدر المؤدّي للحلبة ثم ظهرَ جوناثان كوتشمان من الكواليس مسدِّدًا ضربة قويّة بكرسي فولاذي لشين. أمسكَ حينها بيشوف ميكروفونًا وأعلن بداية مباراة من نوع مبارياتِ عدم التجريد من الأهليّة وهي المباراة التي يُسمح فيها باستعمال كل الأدوات والحركات كما يُمكن تثبيت الخصم في أيّ مكان دون التقيّد بوقت زمنّي معيّن أو مكان محدد. نفذ مباشرة بعد هذا الإعلان كلٌ من كوتشمان وبيشوف هجمات ثنائية مزدوجة على شين مكمان الذي كان قريبًا من الخسارة حتى تدخل ستيف أوستن الذي نَفَّذَ حركة الستنر على كوتشمان وبيشوف، ثم وضعَ شين مكمان بيشوف على طاولة المعلقين قافزًا عليه من أعلى الحلبة حتى تكسَّرت الطاولة ثم تبثه وفاز في النهاية بالمباراة.

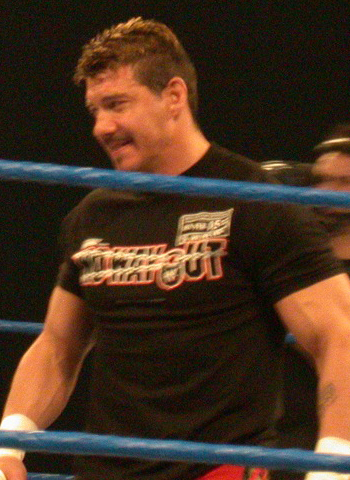
دافعَ إيدي غيريرو (في الصورة) عن لقبه في بطولة الولايات المتحدة في مباراة رباعية نجحَ في النهاية في حسمها لصالحه

كانت المباراة التالية عبارة عن مباراة رباعية على بطولة الولايات المتحدة، حيثُ دافع إيدي غيريرو عن اللقب ضد كريس بينوا ورينو وتاجيري. بدأت المباراة بمصارعةِ جيريرو مع تاجيري، بينما تصارع بينوا مع رينو. أخضعَ غيريرو خلال المواجهة تاجيري الذي كان قريبًا من الاستسلام لكنه لم يفعل، ونفس الأمر حصل معَ رينو الذي أحضعهُ بينوا عبر حركة قاسمة للظهر لكنه هو الآخر لم يُعلن استسلامه. تواصلت المباراة الرباعيّة إلى أنَّ نفذ تاجيري حركتهُ القاضيّة على بينوا وفي الوقت الذي انشغلَ فيه حكم المباراة مع هذين الاثنين ضربَ غيريرو خصمه رينو بحزام بطولة الولايات المتحدة. فشلَ تاجيري في تثبيت بينوا في المرة الأولى وهو ما دفعهُ إلى محاولة تنفيذ ضربة قاضيّة ثانيّة لكن بينوا تصدى هذه المرة للمناورة فسقطَ الاثنين على أرضية الحلبة. استفادَ غيريرو من هذا الموقع حينما نفذ حركته القاضيّة على رينو الذي كان قد استعاد وعيه للتوّ من أثر ضربة الحزام ثم ثبته إلى أن عدَّ الحكم إلى ثلاثة مُعلنًا فوز غيريرو بالمباراة وبالتالي الاحتفاظ ببطولة الولايات المتحدة في دبليو دبليو إي.

### المباريات الرئيسيّة
لُعبت المباراة الخامسة في إطار مباريات سمر سلام على بطولة دبليو دبليو إي حيثُ دافع كورت أنجل عن اللقب ضد بروك ليسنر الذي حاولَ في بداية المباراة الابتعاد عن الحلبة لتنفيذِ مناورةٍ ما لكن لكن أنجل أعاده وسدَّد له عددًا من الضربات بما في ذلك ضربة الدي دي تي القويّة التي أنهكت ليسنر فعلًا قبل أن يُحكم عليهِ بحركة إخضاعٍ قويّة كادت تتسبَّبُ في كسرِ كاحل ليسنر لولا تدخل فينس مكمان الذي اقتحمَ الحلبة في الوقتِ الذي كان فيهِ حكم المباراة ساقطًا على الأرض بعدما تعرض لضربة عشوائيّة من أحدِ المصارعين. سدَّدَ فينس ضربة قويّة بكرسي فولاذي على ظهر أنجل منقذًا ليسنر من حركة كسر الكاحل المُحكَمة. استعادَ ليسنر بعد هذه المساعدة السيطرة في المباراة حيث حاول في أكثر من مرة إصابة خصمه بحركتهِ القاضيّة لكنه فشل في ذلك؛ بل إنَّ أنجل هو من تصدى في لحظةٍ ما لمحاولة ليسنر وعكسها لصالحه ملحقًا هزيمة جديدة ببروك ليسنر ومحتفظًا ببطولة دبليو دبليو إي.
واجه كين في المبارة السادسة روب فان دام في مباراةِ عدم تجريدٍ من الأهليّة. استخدمَ الاثنان منذ بداية المباراة السلالم، حيث أصابَ كين خصمهُ بسلّم على جسده بالكامل ومع ذلك فقد استفاقَ فان دام سريعًا وسدَّد ضربة هوائيّة لكين جعلتهُ يسقط بقوّة على حاجز الحلبة. واصلَ فان دام زخمه حيث بدأَ في تسديد ضرباتٍ قويّةٍ لكين بالاستعانة بحركاته الطائرة وبمساعدةٍ من الكراسي القابلة للطيّ لإلحاق الضرر أكثر بخصمه. حاول فان دام تنفيذ حركتهِ القاضيّة على كين باستعمالِ كرسيّ لكن الأخير خرج من الحلبة لتجنّب الضربة، ثم حاول بعدها فان دام القفز من داخل الحلبة باتجاه كين لكنَّ الأخير صدَّ الهجوم مجددًا وعكسه لصالحه ما تسبَّبَ في سقوطِ المصارعينِ معًا على الأرض لتنتهي المباراة من دون غالبٍ ولا مغلوب.

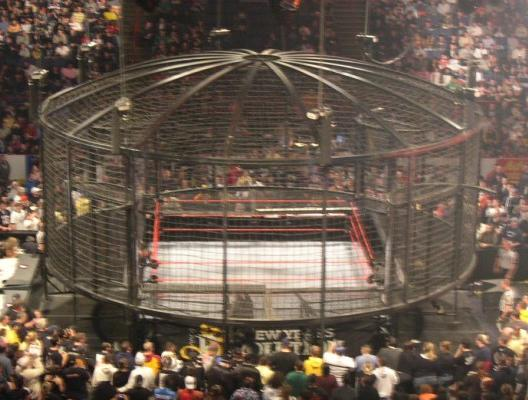
شكلُ الحلبة في المباريات من نوع الإقصاء

كان الحدثُ الأبرز في عرض سمر سلام لهذه السنة هو مباراة مبنى الإقصاء أو ذا إليمينيشن تشامبر (بالإنجليزية: The Elimination Chamber)‏ حيث دافع فيها تربل إتش عن بطولة العالم للوزن الثقيل ضدَّ كريس جيريكو وجولدبرج وكيفن ناش وراندي أورتن وشون مايكلز. بدأت المباراة بين جيريكو ومايكلز في وسطِ الحلبة بينما حُبس جولدبرج وناش وأورتن وتريبل إتش في الأقفاص الأربعة على جوانب حلبة النزال. فشلَ جيريكو ومايكلز في حسمِ المباراة، فدخلَ أورتن كثالث المشاركين ثمَّ زاد القتال ضراوة حينما دخلَ ناش كرابع المشاركين في المباراة، لكنه لم يُعمّر طويلًا حيث كان أول مصارعٍ يُقصى من المباراة بعد أن سدَّدَ له مايكلز مايكلز ضربة قويّة بالرجل على الوجه أفقدتهُ الوعي قبل أن يعدَّ الحكم للثلاثة حين تثبيته من قِبل جيريكو معلنًا إقصاء ناش رسميًا من المباراة.
تواصلت المباراة بين الثلاثة ثم دخلَ تريبل إتش كخامس المشاركين لكنّه سرعان ما عاد للقفصِ بقرارٍ من الحكم حيث انضمَّ جولدبرج قبل تريبل. بمجرد دخوله المباراة، سدَّدَ جولدبيرج ضربة رمح أو سبير لأورتن مقصيًا إيّاه، ثم نفذ حركتهُ الشهيرة المعروفة باسمِ جاك هامر (بالإنجليزية: Jackhammer)‏ على كلٍ من مايكلز وجيريكو مقصيًا الاثنين معًا بعد تثبيتهما. بقي جولدبيرج وحيدًا داخل القفص في مواجهة معَ تريبل الذي كان حينها داخل قفصه. كسرَ جولدبرج زجاج القفص ساحبًا إتش للخارج فبدأ قتالٌ شرسٌ بين الطرفين. كان جولدبيرج متفوّقًا في مختلفِ أطوار المباراة إلى أن مدَّ ريك فلير تريبل إتش بمطرقة كبيرة من خارج الحلبة، فحاولَ جولدبرج تنفيذ ضربة الرمح لكنَّ تريبل تصدى للمناورة عبر ضرب جولدبرج على رأسه بالمطرقة ثم تبثه للثلاثة ليحتفظَ ببطولة العالم للوزن الثقيل. بعد نهاية الحدث، خاض تريبل وأورتن وفلير مباراة قويّة وغير متكافئة ضدَّ جولدبرج انتهت بضربِ تريبل لبيل مرارًا وتكرارًا بمطرقته الكبيرة حاملًا بطولة العالم للوزن الثقيل في وجه جولدبرج ومتفاخرًا بها.

## ما بعد العرض

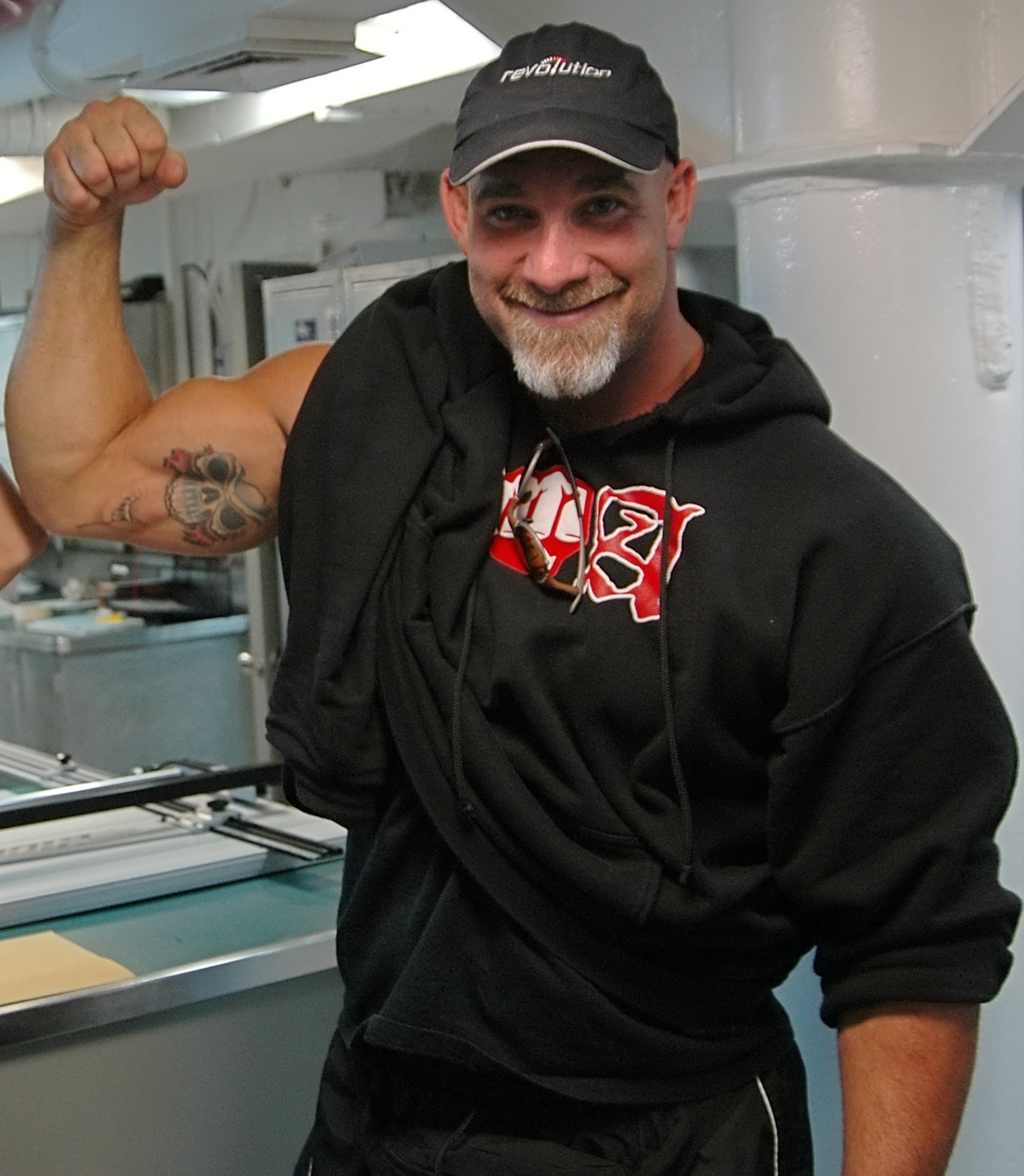
جولدبرج الذي صارعَ تريبل إتش بعد سمر سلام

خلال حلقةٍ من راو بعد سمر سلام، تحدَّى جولدبرج خصمهُ تريبل إتش في مباراةٍ أخرى على بطولة العالم للوزن الثقيل. جرت هذه المباراة في عرض أنفورغيفر (بالإنجليزية: Unforgiven)‏ المدفوع هو الآخر في الواحد والعشرين من أيلول/سبتمبر 2003 واشتُرطَ أنَّ جولدبرج سيتقاعدُ من الاتحاد العالمي للمصارعة (دبليو دبليو إي) في حالة الخسارة. نجحَ جولدبرج في هزيمة ترييل ليُصبح البطل الجديد. على جانبٍ آخر، ركَّزَ كورت أنجل بعد سمر سلام انتباهه على أندرتيكر الذي صارعهُ في مباراةٍ على بطولة دبليو دبليو إي خلال إحدى حلقات سماكداون في الرابع من أيلول/سبتمبر 2003. هاجمَ ليسنر خلال المباراة كلا المصارعين بكرسي قابل للطيّ، فقرَّر الاتحاد حينها تنظيم مباراة الرجل الحديدي بين وأنجل وليسنر. فازَ ليسنر خلال المباراة بعدما سجَّل خمس نقاطٍ (عبر الإخضاع تارة والتثبيت الناحح تارة أخرى) بينما حقَّق أنجل أربعة فقط ليُحقّق بذلك ليسنر اللقب أخيرًا.
توقف التنافس بين كين وروب فان دام حيثُ انخرط الأول في عداءٍ ضد شين مكمان. حاول كين في حلقة الخامس والعشرين من آب/أغسطس 2003 ضمنَ برنامج راو إلقاء مكمان في حاوية قمامةٍ أُضرمت فيها النيران لكن مكمان تجنبها وألقى كين بدلًا منه فيها. حدد إريك بيشوف في حلقة راو يوم الثامن من أيلول/سبتمبر مباراةً من نوع الرجل الأخير الواقف بين كين ومكمان لحسمِ هذا الصراعِ بين الاثنان. هزمَ كين في تلك المباراة خصمهُ مكمان بعد أن عجزَ عن الوقوف خلال عدّ الحكم إلى عشرة. دخل إيدي غيريرو بعد سمر سلام في منافسةٍ مع جون سينا على بطولة الولايات المتحدة حيث احتفظَ غيريرو بالبطولة في دفاعينِ على اللقب في إحدى حلقات سماكدوان، ثم سُرعان ما انخرطَ في عداءٍ جديدٍ مع بيغ شو الذي فازَ عليه في عرضِ اللا رحمة عام 2003 عبر التثبيت ليُحقّق بيغ هو الآخر بطولة الولايات المتحدة التي احتفظَ بها لمدّة من الزمن.

## التقييم
تبلغ السعة القصوى للقاعة التي شهدت حدث سمر سلام ما مجموعهُ 19,000 متفرجًا ومع ذلك فقد خُفّض هذا العدد خلال السمر سلام عام 2003. حقَّقَ الحدث أرباحًا فاقت الـ 715,000 دولار أمريكي في مبيعات التذاكر بعد حضور مت مجموعهُ 16,113 شخصًا وهو الحد الأقصى المسموح به. اشترى ما مجموعه 415,000 شخصًا العرض لمشاهدته عن بُعد، فبلغت عائدات هذه المشتريات 24.7 مليون دولار.
قيَّمَ قسم المصارعة المحترفة في موقع كانو دوت كوم الحدث بسبعِ نجومٍ من أصل عشرة، وهو ما يعني أنَّ تقييم الموقع لهذا الحدث جاءَ – وعلى غير العادة – أعلى من تقييمات أحداث أخرى، بل إنَّ حدث عام 2003 كان من بين أفضل الأحداث تقييمًا على الموقع في عالم المصارعة على اعتبار أنَّ حدث السمر سلام لعام 2004 حصلَ على خمس نجومٍ فقط من أصل عشرة. حصلتَ مباراة ذا إليمينشن تشامبر الرئيسية (راو) في عرض سمر سلام على تقييمٍ بلغ 8.5 من أصل 10 نجوم، في حين حصلت المباراة الرئيسيّة الأخرى (سماكداون) في نفس العرض على تقييمٍ بلغَ 9 من أصل 10 وهو تقييمٌ أفضل من الحدث الرئيسي لعلامة راو التجاريّة. استعرضَ ويد كيلر الحدث على موقع برو ريستلينغ تورش (بالإنجليزية: Pro Wrestling Torch)‏، وقيَّمَ مباراة أنجل أمام لسنر بـ 4 نجوم ونصف من أصل 5 نجوم مؤكّدًا أنها كانت «مباراة ممتازة»، فيمَا حصلت مباراة غرفة الاقصاء على تصنيف ثلاث نجوم. صدرَ الحدث على أقراص دي في دي في الثالث والعشرين من أيلول/سبتمبر 2003 من قِبل شركة سوني للترفيه الموسيقي.

## النتائج
| رقم | النتائج | الشروط                                            | الوقت |
| --- | --- | ------------------------------------------------- | ----- |
| 1H | ري ميستيريو (c) ضدَّ شانون مور                                                                                         | مباراة فرديّة                                      | 2:03  |
| 2 | لا ريسيتونس (رينيه دوبريه وسيلفيان غرينير) (c) وروب كونواي) ضدَّ دادلي بويز (بوبا راي دادلي وديفون دادلي وسبايك دودلي) | مباراة فرق على بطولة العالم للفرق الثنائيّة        | 7:49  |
| 3 | أندرتيكر ضد مات بلوم (بمساعدة من سيبل)                                                                               | مباراة فرديّة                                      | 9:19  |
| 4 | شين مكمان ضدَّ إريك بيشوف                                                                                              | مباراة فرديّة                                      | 10:36 |
| 5 | إدي غيريرو (c) ضدَّ كل من كريس بينوا، راينو، وتاجيري                                                                   | مباراة فرق غير متكافئة على بطولة الولايات المتحدة | 10:50 |
| 6 | كورت أنجل (c) ضدَّ بروك ليسنر                                                                                          | مباراة فرديّة على بطولة دبليو دبليو إي             | 20:48 |
| 7 | كين ضدَّ روب فان دام                                                                                                   | مباراة عدم التجريد من الأهليّة                     | 12:49 |
| 8 | تريبل إتش (c) (بمساعدةٍ من ريك فلير) ضدَّ جولدبيرج، كريس جيريكو، شون مايكلز، راندي أورتن وكيفن ناش                      | مباراة مبنى الإقصاء على بطولة العالم للوزن الثقيل | 19:12 |
| - (c) – تشير إلى البطل (الأبطال) عند بداية المباراة - H – تشير إلى أن المباراة تم بثها قبل بدء بث الدفع مقابل المشاهدة ساندي نايت هيت | |                                                   |       |

### المباراة الرئيسيّة
| #     | المُصارع       | ترتيب الدخول | أُقصي من طرف | طريقة الإقصاء | الوقت |
| ----- | ------------- | ------------ | ----------- | ------------- | ----- |
| 1     | كيفين ناش     | 4            | كريس جيريكو | تثبيت         | 8:05  |
| 2     | راندي أورتن   | 3            | جولدبرج     | تثبيت         | 13:01 |
| 3     | شون مايكلز    | 2            | جولدبرج     | تثبيت         | 15:19 |
| 4     | كريس جيريكو   | 1            | جولدبرج     | تثبيت         | 16:03 |
| 5     | جولدبرج       | 6            | تريبل إتش   | تثبيت         | 19:12 |
| البطل | تريبل إتش (c) | 5            |             |               |       |